# Flowella (Texas)
Flowella es un lugar designado por el censo ubicado en el condado de Brooks en el estado estadounidense de Texas. En el Censo de 2010 tenía una población de 118 habitantes y una densidad poblacional de 45,65 personas por km².

## Geografía
Flowella se encuentra ubicado en las coordenadas 27°13′12″N 98°3′52″O / 27.22000, -98.06444. Según la Oficina del Censo de los Estados Unidos, Flowella tiene una superficie total de 2.58 km², de la cual 2.58 km² corresponden a tierra firme y (0%) 0 km² es agua.

## Demografía
Según el censo de 2010, había 118 personas residiendo en Flowella. La densidad de población era de 45,65 hab./km². De los 118 habitantes, Flowella estaba compuesto por el 82.2% blancos, el 0% eran afroamericanos, el 0% eran amerindios, el 0% eran asiáticos, el 0% eran isleños del Pacífico, el 17.8% eran de otras razas y el 0% pertenecían a dos o más razas. Del total de la población el 94.92% eran hispanos o latinos de cualquier raza.